# Thonon-les-Bains
Thonon-les-Bains je zdraviliško mesto in občina v vzhodni francoski regiji Rona-Alpe, podprefektura departmaja Zgornja Savoja. Leta 1999 je mesto imelo 28.927 prebivalcev. 

## Geografija
Kraj leži v Savoji na južni obali Ženevskega jezera, 80 km severno do severovzhodno od Annecyja, 34 km severovzhodno od Ženeve.

## Administracija
Thonon-les-Bains je sedež dveh kantonov:
- Kanton Thonon-les-Bains-Vzhod (del občine Thonon-les-Bains, občine Armoy, Bellevaux, Lullin, Le Lyaud, Marin, Reyvroz, Vailly),
- Kanton Thonon-les-Bains-Zahod (del občine Thonon-les-Bains, občine Allinges, Anthy-sur-Léman, Cervens, Draillant, Margencel, Orcier, Perrignier, Sciez).

Mesto je prav tako sedež okrožja, v katerega so poleg njegovihdveh vključeni še kantoni Abondance, Biot, Boëge, Douvaine in Évian-les-Bains s 110.356 prebivalci.

## Zgodovina
Thonon-les-Bains je glavno mesto nekdanje province Savojskega vojvodstva Chablais savoyard.

## Zanimivosti
- marina Port de Rives
  - muzej ribištva na Ženevskem jezeru,
- graščina Château de Ripaille iz 14. stoletja,
- cerkev Saint-Hippolyte, prvotno iz 12. stoletja na prostoru romanske grobnice, prenovljena v 17. stoletju v slogu savojskega baroka.

## Pobratena mesta
- Eberbach (Nemčija),
- Mercer Island (Washington, ZDA).